# Самарска област
Самарска област е субект на Руската федерация, в Приволжки федерален окръг. Площ 53 565 km2 (50-о място по големина в Руската Федерация, 0,31% от нейната територия). Население на 1 януари 2018 г. 3 193 514 души (12-о място в Руската Федерация, 2,17% от нейното население). Административен център град Самара. Разстояние от Москва до Самара 1098 km.

## Историческа справка
Първият руски град на територията на днешната Самарска област е Самара основан като отбранителен пункт през 1586 г. От 27 януари 1935 до 25 януари 1991 г. носи името Куйбишев. През 1683 г. също като отбранителен пункт е основан град Сизран. През 1738 г. като укрепен пункт е основан Ставропол, който през 1780 г. официално е утвърден за град Ставропол, а на 28 август 1964 г. е преименуван на град Толиати. Всичките останали осем града в областта са признати за такива през ХХ в. На 14 май 1928 г. Самарска губерния е преобразувана в Средневолжка област, която на 30 октомври 1929 г. е преименувана на Средневолжки край, а на 27 януари 1935 г. – Куйбишевски край. На 5 декември 1936 г. с приемането на новата Конституция на СССР става Куйбишевска област, а от 25 януари 1991 г. – Самарска област.

## Географска характеристика

### Географско положение, граници, големина
Самарска област се намира в югоизточната част на Европейска Русия, в Приволжки федерален окръг. На запад и северозапад граничи с Уляновска област, на север – с Република Татарстан, на изток – с Оренбургска област и на юг – със Саратовска област. В тези си граници заема площ от 53 565 km2 (50-о място по големина в Руската Федерация, 0,31% от нейната територия).

### Релеф
Самарска област е разположена в югоизточната част на Източноевропейската равнина, по средното течение на река Волга, където тя образува остър завой, изпъкнал на изток – т.нар. Самарска Лъка. Територията на областта се дели от реката на две части: западна (дяснобрежна, по-малка) и източна (лявобрежна). Дяснобрежната част е заета от Приволжкото възвишение, силно набраздено от оврази и долове. В северната част на Самарската Лъка се издига възвишението Жигули (височина до 375 m, най-високата точка на областта), чиито северни склонове стръмно се спускат към реката, а южните му склонове са полегати. В лявобрежната част на северозапад е разположено Ниското Заволжие, а на североизток – хълмистото Високо Заволжие с височини над 300 m. Тук се открояват височините Сокски Яри, Соколи Яри и Кинелски Яри, всички те са части от обширното Бугулминско-Белебевско възвишение. На юг е разположена полегато-вълнистата равнина Среден Сърт, преминаваща в югоизточните части на областта във възвишението Общ Сърт (височина над 200 m) Тясното пространство между възвишенията Жигули на запад и Соколи Яри на изток е прорязано от долината на Волга и се нарича Жигульовски врати.

### Полезни изкопаеми
Самарска област заема видно място по запаси на нефт и газ, горящи шисти, сяра, гипс, мрамор, битуминозни доломити и др.

### Климат
Климатът на областта е континентален, засушлив. Средната януарска температура е от -13 °C на запад до -14 °C на изток, а средната юлска – от 20 °C на северозапад до 22 °C на югоизток. Годишната сума на валежите се колебае от 450 mm на запад и север до 300 mm и по-малко на юг. Вегетационния период (минимална денонощна температура 5 °C) е около 180 дни. В южните части на областта често явление през лятото са засушаванията и суховеите.

### Води
В Самарска област протичат 220 реки (с дължина над 10 km) с обща дължина над 6500 km и всички те принадлежат към водосборния басейн на река Волга. Главната река В областта е Волга, която протича през нея с част от средното си течение. Нейни основни притоци са: леви – Голям Черемшан, Сок, Самара (с десния си приток Голям Кинел), Чапаевка, Чагра, Голям Иргиз (горното течение) и др.; десни – Уса, Сизранка и др. Речната мрежа в областта е слабо развита, особено в южните райони. Реките са с преобладаващо снежното подхранване (до 96%). Речният им режим се характеризира с високо пролетно пълноводие и устойчиво лятно-есенно маловодие, през който период множество от по-малките реки в южната част на областта пресъхват. Те замръзват в края на ноември или началото на декември, а се размразяват през април.
На територията на областта са разположени над 8,6 хил. езера и изкуствени водоеми с обща площ около 1870 km2, като само около 1,4 хил. от тях са с площ по-голяма от 10 дка. Те са предимно крайречни езера по долините на Волга, Самара и техните притоци. По високите надзаливни тераси на реките се срещат и суфозионни езера, остатъци от древни крайречни езера, а във възвишението Жигули има няколко малки карстови езера. Изкуствените водоеми в областта са много по-големи от естествени. Най-голими от тях са Куйбишевското и Саратовското водохранилища на река Волга и Кутулукското водохранилище на река Кутулук (ляв приток на Голям Кинел).

### Почви, растителност, животински свят
Преобладаващите почви в Самарска област са черноземните. По деснобрежието са развити тъмносивите оподзолени и излужените черноземи, а по левобрежието – на североизток тучни черноземи, които на северозапад се смесват с оподзолени и обикновени черноземи. В южните степни части са развити южни черноземи и тъмнокафяви почви.
Границата между лесостепната (дяснобрежието и северната част на левобрежието) и степната (на юг) зона преминава приблизително по долината на река Самара. Горите заемат около 12% от територията на областта, а във възвишението Жигули залесеността достига до 70%. Преобладават широколистните гори с отделни петна от иглолистни. Във възвишението Жигули и по вододелите са развити широколистни (дъб, липа, клен) и частично смесени гори. По пясъчните почви по левия бряг на Волга и покрай река Самара има борови гори. Южната част на Самарска област е с типична степна растителност, която в естественото си състояние се среща рядко, тъй като почти навсякъде се използва за замеделие.
В областта се срещат вълк, лисица, лос, сърна, бялка, различни видове зайци и гризачи, множество птици, а в реките – разнообразие от риби.

## Население
На 1 януари 2018 г. населението на Самарска област наброява 3 193 514 души (12-о място в Руската Федерация, 2,17% от нейното население). Гъстота 59,62 души/km2. Градско население 79,98%. При преброяването на населението на Руската Федерация през 2010 г. етническият състав на Самарска област е следния: руснаци 2 645 127 души (85,6%), татари 126 124 (4,1%), чуваши 84 105 (2,7%), мордовци 65 447 (2,1%), украинци 42 168 (1,4%) и др.

## Административно-териториално деление
В административно-териториално отношение Самарска област се дели на 10 областни градски окръга, 27 муниципални района, 11 града, в т.ч. 10 града с областно подчинение (Жигульовск, Кинел, Новокуйбишевск, Октябърск, Отрадни, Похвистнево, Самара, Сизран, Толияти и Чапаевск) и 1 град с районно подчинение и 13 селища от градски тип.
| Административна единица | Площ (km2) | Население (2018 г.) | Административен център | Население (2018 г.) | Разстояние до Самара (в km) | Други градове и сгт с районно подчинение |
| ----------------------- | ---------- | ------------------- | ---------------------- | ------------------- | --------------------------- | ---------------------------------------- |
| Областни градски окръзи |            |                     |                        |                     |                             |                                          |
| 1. Жигульовск           | 94         | 58 747              | гр. Жигульовск         | 54 343              | 92                          |                                          |
| 2. Кинел                | 109        | 57 855              | гр. Кинел              | 35 321              | 41                          | Алексеевка, Уст Кинелски                 |
| 3. Новокуйбишевск       | 263        | 105 161             | гр. Новокуйбишевск     | 102 933             | 20                          |                                          |
| 4. Октябърск            | 22         | 26 478              | гр. Октябърск          | 26 478              | 154                         |                                          |
| 5. Отрадни              | 54         | 47 542              | гр. Отрадни            | 47 542              | 91                          |                                          |
| 6. Похвистнево          | 65         | 29 256              | гр. Похвистнево        | 28 223              | 159                         |                                          |
| 7. Самара               | 542        | 1 169 771           | гр. Самара             | 1 169 719           |                             |                                          |
| 8. Сизран               | 117        | 174 023             | гр. Сизран             | 173 260             | 137                         |                                          |
| 9. Толияти              | 315        | 710 567             | гр. Толияти            | 710 567             | 95                          |                                          |
| 10. Чапаевск            | 201        | 72 945              | гр. Чапаевск           | 72 945              | 45                          |                                          |
| Муниципални райони      |            |                     |                        |                     |                             |                                          |
| 1. Алексеевски          | 1891       | 11 728              | с. Алексеевка          | 4251                | 147                         |                                          |
| 2. Безенчукски          | 1989       | 40 152              | сгт Безенчук           | 23 005              | 63                          | Осинки                                   |
| 3. Богатовски           | 823        | 14 292              | с. Богатое             | 5922                | 92                          |                                          |
| 4. Болшеглушицки        | 2543       | 18 774              | с. Болшая Глушица      | 9667                | 96                          |                                          |
| 5. Болшечерниговски     | 2980       | 17 790              | с. Болшая Черниговка   | 6356                | 145                         |                                          |
| 6. Борски               | 2103       | 23 942              | с. Борское             | 8953                | 121                         |                                          |
| 7. Волжки               | 2481       | 93 388              | гр. Самара             |                     |                             | Петра Дубрава, Рошчински, Смишляевка     |
| 8. Елховски             | 1201       | 9500                | с. Елховка             | 3269                | 87                          |                                          |
| 9. Исаклински           | 1587       | 12 566              | с. Исакли              | 4451                | 155                         |                                          |
| 10. Камишлийски         | 824        | 10 848              | с. Камишла             | 4826                | 195                         |                                          |
| 11. Кинелски            | 2049       | 32 689              | гр. Кинел              |                     | 41                          |                                          |
| 12. Кинел-Черкаски      | 2461       | 44 490              | с. Кинел-Черкаси       | 17 252              | 111                         |                                          |
| 13. Клявлински          | 1256       | 14 666              | с. Клявлино            | 450                 | 215                         |                                          |
| 14. Кошкински           | 1648       | 22 400              | с. Кошки               | 7969                | 140                         |                                          |
| 15. Красноармейски      | 2190       | 17 273              | с. Красноармейское     | 5344                | 78                          |                                          |
| 16. Красноярски         | 2433       | 56 492              | с. Красний Яр          | 7958                | 40                          | Волжки, Мирни, Новосемейкино             |
| 17. Нефтегорски         | 1350       | 33 378              | гр. Нефтегорск         | 18 119              | 103                         |                                          |
| 18. Пестравски          | 1960       | 16 801              | с. Пестравка           | 6675                | 110                         |                                          |
| 19. Похвистневски       | 2104       | 27 693              | гр. Похвистнево        |                     | 159                         |                                          |
| 20. Приволжки           | 1379       | 23 489              | с. Приволжие           | 7841                | 145                         |                                          |
| 21. Сергиевски          | 2749       | 45 339              | с. Сергиевск           | 8661                | 135                         | Суходол                                  |
| 22. Сизрански           | 1876       | 25 007              | гр. Сизран             |                     | 137                         | Балашейка, Междуреченск                  |
| 23. Ставрополски        | 3662       | 72 119              | гр. Толияти            |                     | 95                          |                                          |
| 24. Хворостянски        | 1845       | 16 087              | с. Хворостянка         | 5161                | 138                         |                                          |
| 25. Челно-Вершински     | 1162       | 15 085              | с. Челно-Вершини       | 5747                | 185                         |                                          |
| 26. Шенталински         | 1338       | 15 597              | с. Шентала             | 6613                | 204                         |                                          |
| 27. Шигонски            | 2134       | 19 769              | с. Шигони              | 5309                | 167                         |                                          |

## Селско стопанство
Растениевъдството е повече от половината от бранша. Отглеждат се зърнени култури; фуражни и технически култури, картофи и зеленчуци.
| хиляди хектара | 3166 | 2678,5 | 2414,8 | 1968,5 | 1874,2 | 1834 | 2016,7 |